# Голохвастова, Ольга Ивановна

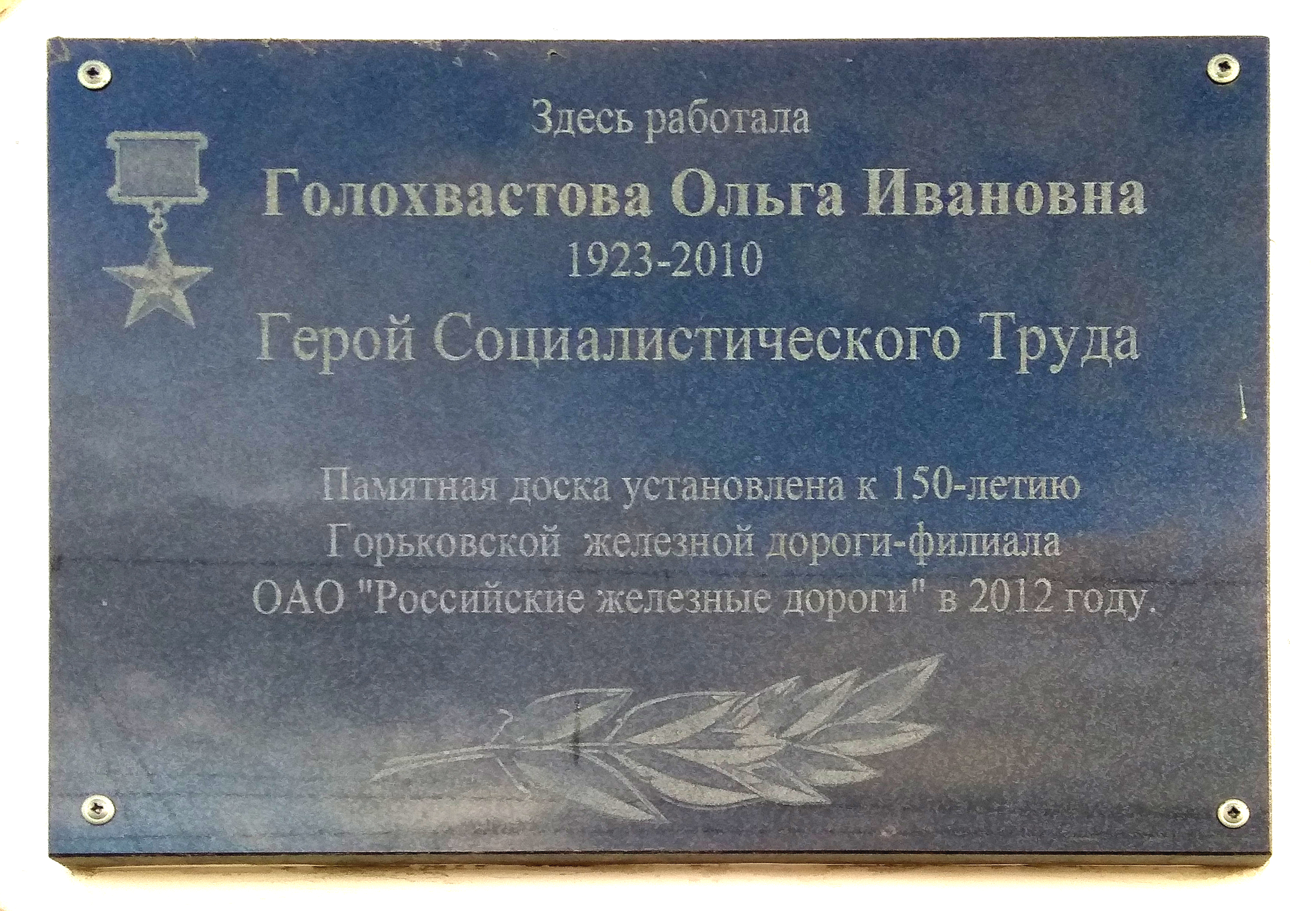
Памятная доска на железнодорожном вокзале Владимира

Ольга Ивановна Голохвастова (1923 — 2009, Гусь-Хрустальный) — советский поездной диспетчер, Герой Социалистического Труда (1971).

## Биография
Родилась в 1923 году в селе Устье Моршанского уезда Тамбовской губернии.
5 мая 1971 году указом Президиума Верховного Совета СССР за выдающиеся успехи в выполнении задании пятилетнего плана перевозок и повышении эффективности использования технических средств железнодорожного транспорта Голохвастовой Ольге Ивановне было присвоено звание Героя Социалистического Труда с вручением ордена Ленина и золотой медали «Серп и Молот».
Умерла в 2010 году в городе Гусь-Хрустальный.

## Награды
- Орден «Знак Почёта» (1 августа 1959);
- Медаль «Серп и Молот» (5 мая 1971);
- Орден Ленина (5 мая 1971).